# Sisini II
Sisini II (en grec antic: Σισίνιος Βʹ) va ser patriarca de Constantinoble de l'any 996 al 998. Va succeir al patriarca Nicolau II Crisoberges.
Tenia una molt bona preparació teològica i havia rebut el títol de Magister. Durant el seu mandat, l'Església Ortodoxa va organitzar diversos sínodes per tractar temes d'organització de l'església, sobre el matrimoni i el divorci i diversos temes de teologia. Va morir l'any 998. El seu successor va ser Sergi II de Constantinoble.